# Maurice-Gustave Gamelin
Maurice-Gustave Gamelin, francoski general, * 20. september 1872, † 18. april 1958.